# Gehoekte schimmelspanner
De gehoekte schimmelspanner (Dysstroma citrata) is een nachtvlinder uit de familie van de spanners (Geometridae).

## Kenmerken
De voorvleugellengte bedraagt tussen de 14 en 19 mm. De voorvleugels hebben een tekening bestaande uit een combinatie van bruin, oranje en wit, de achtervleugels zijn wittig. De tekening is zeer variabel. 

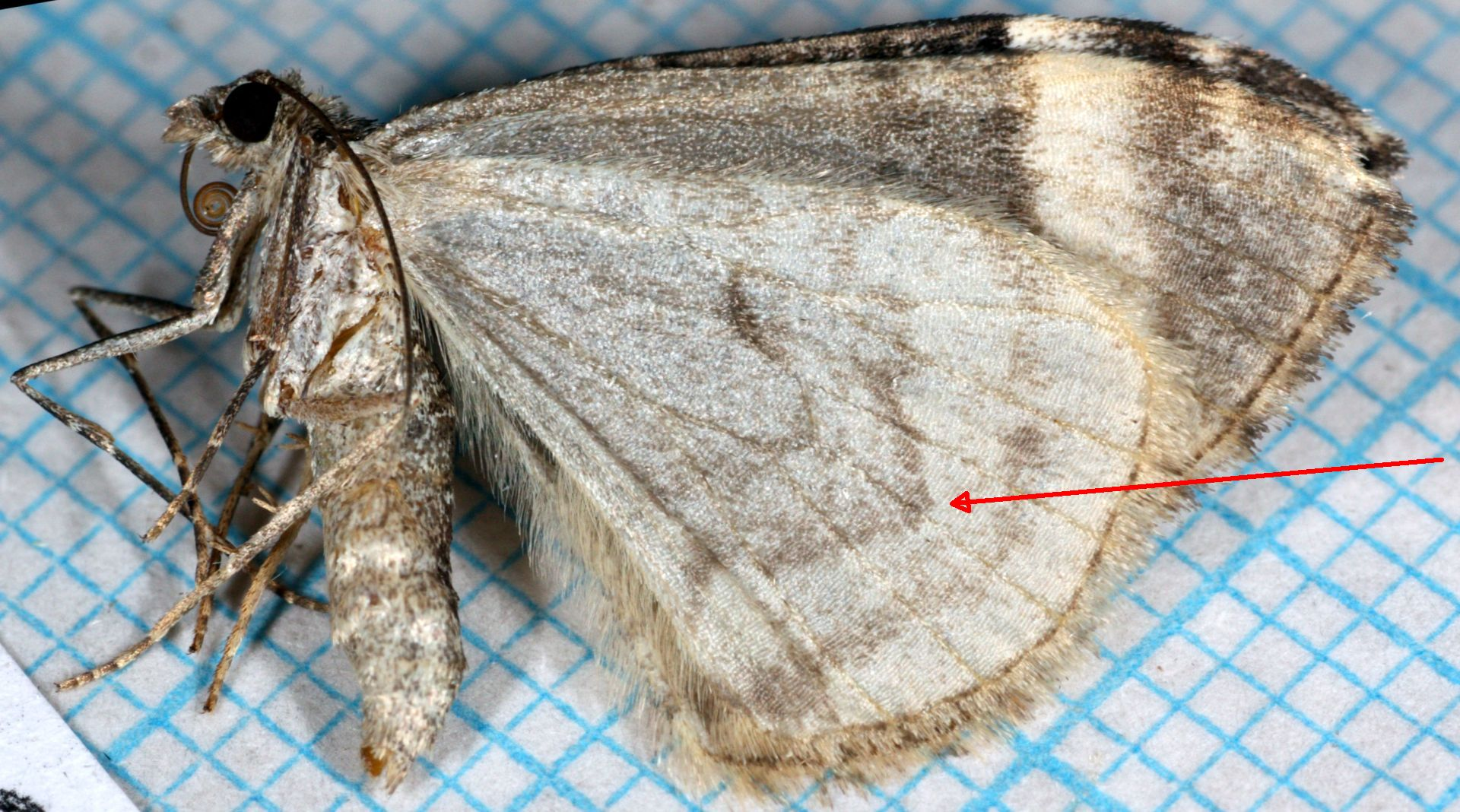
Dysstroma citrata

De soort is zeer moeilijk te onderscheiden van de schimmelspanner.

## Waardplanten
De gehoekte schimmelspanner gebruikt allerlei struiken en kruidachtige planten als waardplanten. De rups is te vinden van maart tot juni. Hij is lichtgroen met tussen de segmenten geelgroene ringen. De soort overwintert als ei.

## Voorkomen
De soort komt verspreid over het Palearctisch en het Nearctisch gebied voor, en is ook gemeld uit India.

### Nederland en België
De gehoekte schimmelspanner is in Nederland en België een zeer zeldzame soort. De vlinder kent jaarlijks één generatie die vliegt van halverwege mei tot en met september.